# Martina Schild
Martina Schild (n. 26 octombrie 1981, Brienz⁠(d), Berna, Elveția) este o schioare alpină ce a reprezentat Elveția, medaliată olimpică. A participat la o ediție a Jocurilor Olimpice (2006) în care a câștigat o medalie de argint.

## Participări
Lista de mai jos prezintă principalele competiții la care a participat Martina Schild de-a lungul carierei.
- Sci alpino ai XX Giochi olimpici invernali - Discesa libera femminile[*]